# Eratoneura bispinosa
Eratoneura bispinosa är en insektsart som först beskrevs av Beamer 1931.  Eratoneura bispinosa ingår i släktet Eratoneura och familjen dvärgstritar. Inga underarter finns listade i Catalogue of Life.